# یاخرانکا
یاخرانکا (به لاتین: Jachranka) یک روستا در لهستان است که در گمینا سروتسک واقع شده‌است. یاخرانکا ۴۲۰ نفر جمعیت دارد.

## نام
این نام احتمالاً از ویژگی های توپوگرافی ⇒ Niechronka (مکانی که یک پناهگاه نظامی فراهم نمی کند، یک مکان غیر دفاعی) گرفته شده است.